# Ellis Genge
Ellis Genge (Bristol, 16 de febrero de 1995) es un jugador de rugby profesional inglés que juega como pilar para el club Bristol Bears de la Premiership y la selección nacional de Inglaterra.  
Antes de mudarse a Leicester Tigers, Genge tuvo una breve carrera profesional con Bristol. Jugó en más de 100 partidos durante su mandato con Leicester, capitaneando al equipo a un título de la Premiership en 2022 . En 2016, Genge hizo su debut con Inglaterra contra Gales.

## Infancia e inicios
Nacido en Bristol, Genge creció en el complejo residencial Knowle West,  y se educó en la Academia John Cabot.  Es fanático del club de fútbol Bristol Rovers. 
Comenzó a jugar al rugby a los doce años en Old Redcliffians, jugando en la última línea.  A los dieciséis años, Genge se trasladó al Hartpury College y fue capitán de su equipo de rugby hasta la victoria en la liga AASE. Genge representó a Inglaterra en las categorías inferiores, desde la sub-17 hasta la sub-20.  Según Genge, el ex entrenador juvenil de Inglaterra, Bobby Walsh, lo introdujo por primera vez en la primera fila como una opción adicional, pero esto finalmente resultó en un cambio de carrera permanente.  Ellis Genge fue un jugador increíble en sus primeros años y fue una amenaza para muchos equipos.

## Carrera

### En clubes

#### Primera etapa en Bristol Bears
Genge se unió a Bristol a la edad de dieciocho años y se convenció de cambiar de posición de tercera línea a pilar con la oferta de un contrato de dos años si hacía el cambio de posición.  Fue cedido a Clifton para jugar como pilar suelto en National 2 South durante la temporada 2014-2015, siendo titular en trece partidos y entrando como suplente en otro partido.
Genge hizo su debut profesional con Bristol el 8 de diciembre de 2013 en la Copa Británica e Irlandesa contra el equipo escocés Gala, anotando un try en una victoria por 62-7.  Su primer partido de liga en el Campeonato RFU fue contra London Scottish el 26 de septiembre de 2014.  Genge representó a Inglaterra en la categoría sub-17.  Fue miembro de la selección inglesa sub-20 que ganó el Campeonato de las Seis Naciones sub-20 de 2015.   Más tarde ese año, fue titular en el equipo que perdió ante Nueva Zelanda en la final del Campeonato Mundial de Rugby Sub-20 de 2015 y terminó segundo.  
Hizo 26 apariciones durante su primera etapa en el club. 

#### Etapa en Leicester Tigers
Genge llamó la atención de Richard Cockerill y se trasladó a Leicester Tigers en calidad de préstamo en febrero de 2016. La medida se debió, en parte, a problemas fuera del campo, incluido el arresto después de un partido fuera de casa contra el Ulster en 2015. Hizo su debut con Leicester como suplente contra Wasps el 12 de marzo de 2016, reemplazando a Marcos Ayerza, y su primera titularidad fue el 7 de mayo de 2016 contra Bath en el Recreation Ground. El traspaso a Leicester se hizo permanente el 26 de mayo de 2016. 
Genge se convirtió en un jugador habitual del Leicester en la temporada 2016-17, jugando 31 partidos, la mayor cantidad del club en la temporada. Fue durante esta campaña que jugó como titular en el equipo que derrotó a Exeter Chiefs en la final de la Copa Anglo-galesa 2016-17 .  La temporada terminó con él siendo nombrado jugador joven del año del club y ganando el premio Premiership Discovery of the Season.  
El 2 de diciembre de 2017, Genge sufrió una lesión en el hombro en un partido de liga contra Wasps.  Tras cuatro meses lesionado, volvió a ser titular el 7 de abril de 2018 contra el Bath en un partido en Twickenham . 

#### Nombrado capitán del Leicester
Para Leicester, Genge anotó un try contra el Ulster en la semifinal de la EPCR Challenge Cup 2021 cuando Leicester remontó un déficit de 11 puntos en el medio tiempo para ganar.  Luego comenzó en la final, donde terminaron segundos detrás de Montpellier por un solo punto. 
Genge fue capitán de Leicester por primera vez en septiembre de 2020, en una derrota por 54-7 ante Wasps,  y fue designado como capitán permanente del club, reemplazando a Tom Youngs, antes de la temporada 2021-22 de la Premiership Rugby .  Genge llevó al Leicester a su primer título de liga en nueve temporadas al vencer a Saracens por 15-12 en la final de la Premiership de 2022. 

#### Vuelta a Bristol Bears
El 15 de diciembre de 2021 se confirmó que Genge dejaría Leicester en el verano de 2022 para reincorporarse a Bristol .  El fichaje se anunció con un vídeo que causó polémica.  Genge reveló que la cercanía con su familia y la posibilidad de verlos regularmente jugaron un papel clave en su decisión, y que los confinamientos por el covid le hicieron revaluar sus prioridades. 

### En la selección inglesa
En mayo de 2016, Genge recibió su primera convocatoria a la selección absoluta de Inglaterra por parte del entrenador Eddie Jones después de solo un partido como titular con el Leicester.  El 29 de mayo de 2016 hizo su debut internacional como suplente en la segunda mitad durante una victoria por 27-13 contra Wales en Twickenham .  Genge fue incluido en la gira de rugby de Inglaterra en Australia en 2016, pero no fue utilizado en ninguno de los partidos.
Al final de la temporada, con Joe Marler y Mako Vunipola seleccionados para la gira de los British & Irish Lions de 2017 a Nueva Zelanda, Genge hizo su primera apertura para Inglaterra en su gira por Argentina . 
Genge anotó su primer try internacional en un partido de preparación para la Copa Mundial de Rugby 2019 contra Italiaen St James' Park .  Fue seleccionado para su primera Copa del Mundo e hizo dos apariciones como suplente en el torneo, tanto durante la fase de grupos contra Tonga como contra Estados Unidos .   No participó en la fase eliminatoria ya que Inglaterra terminó segunda, detrás de South Africa . 
Genge anotó el try ganador contra Escocia durante el Campeonato de las Seis Naciones de 2020.  Después del retraso causado por el bloqueo de la pandemia de COVID, salió de la banca en la ronda final de la competencia cuando Inglaterra venció a Italia para ganar el torneo.  Genge fue titular para Inglaterra cuando derrotaron a Francia en el tiempo extra para ganar la Copa de Naciones de Otoño. En julio de 2021, Genge anotó un try contra Canadá . 
Genge fue incluido en el equipo para la gira de Australia de 2022 y anotó un try en el primer partido de prueba, que Inglaterra perdió 30-28.  Tuvo un papel destacado durante la segunda victoria de prueba en Brisbane y luego fue titular nuevamente en el partido final decisivo cuando Inglaterra derrotó a Australia en Sydney Cricket Ground para ganar la serie. 
El 21 de noviembre de 2022, Genge fue nombrado en el equipo del año de World Rugby como el mejor pilar suelto. 

### Gira de los British & Irish Lions
El 8 de mayo de 2025, Genge fue incluido en la gira de los Leones Británicos e Irlandeses por Australia.

## Palmarés
- 1× Seis Naciones : 2020 [48]
- 1× Autumn Nations Cup : 2020 [49]
- 1× Subcampeón del Mundial de Rugby : 2019 [50]
- 1× Premiership Rugby : 2022 [51]
- 1× Anglo-Welsh Cup : 2017 [52]
- 1× Subcampeón de la European Rugby Challenge Cup : 2021 [53]